# Minster Lovell
Minster Lovell – wieś w Anglii, w hrabstwie Oxfordshire, w dystrykcie West Oxfordshire. Leży 21 km na zachód od Oksfordu i 104 km na zachód od Londynu. W 2001 miejscowość liczyła 1348 mieszkańców.